# Naenser Tunnel
Der Naenser Tunnel ist ein  Eisenbahntunnel an der Bahnstrecke Altenbeken–Kreiensen im Landkreis Northeim.
Der Tunnel ist 884 Meter lang (200 braunschweigische Ruthen = 3200 Fuß) und geradlinig. Der Tunnel wurde für zwei Gleise errichtet und bis in die 1960er Jahre auf beiden Gleisen betrieben. Derzeit ist die Strecke aber zwischen Stadtoldendorf und Kreiensen und damit auch im Tunnel nur eingleisig. Er führt durch Keupermergel, einen vergleichsweise wasserreichen weichen Fels.
Vom westlichen Tunneleingang ist der nächste Ort Naensen und auf östlicher Seite folgt Greene. Beide Portale sind mit Friesen verziert. Benachbarte Höhenzüge sind im Süden die Hube und im Norden der Selter.
Der Tunnel wurde von 1862 bis 1865 nach einem neuen Verfahren von Franz von Rziha gebaut. Bei den Baumaßnahmen wäre seinerzeit eine enorme Menge Bauholz zwecks Abstützung der Gewölbstonne benötigt worden. Daher konstruierte der Baumeister den großen Stollenrahmen aus Eisen. Viel Wald wurde dadurch geschont, dass Holz nur für die Pfähle verwendet wurde und nicht für die sonstigen Strukturen. Diese damals neue Technik für den Bau städtischer U-Bahnen wurde bei Naensen weltweit erstmals angewandt.